# Kriton (Töpfer)
Kriton war ein griechischer Töpfer, tätig um 530 v. Chr. in Athen.
Er ist nur bekannt durch seine Signatur auf einem tongrundig gelassenen Band einer sonst schwarzgefirnißten Kanne einer besonderen Form zwischen Olpe und Oinochoe aus Cerveteri, heute in Warschau, Nationalmuseum 14249 (ehemals Schloss Goluchow, Sammlung Czartoryski Inv. 98).
Nach ihm benannte John D. Beazley die Kriton-Gruppe, die neben der von ihm signierten Vase noch aus drei weiteren Kannen derselben Form und Dekoration besteht: einer Kanne des Lysias in Paris, Louvre F 339; einer fragmentierten Kanne des Priapos in Athen, Nationalmuseum Akr. 833 sowie einer weiteren Kanne von der Athener Agora P 17807. Diese Form kommt sonst nur beim Gorgo-Maler und beim Amasis-Maler vor.